# Rhadinaea forbesi
Rhadinaea forbesi är en ormart som beskrevs av Smith 1942. Rhadinaea forbesi ingår i släktet Rhadinaea och familjen snokar. Inga underarter finns listade i Catalogue of Life.
Denna orm förekommer i Mexiko i delstaten Veracruz. Arten lever i kulliga områden och i bergstrakter mellan 500 och 1500 meter över havet. Individerna vistas i skogar med tallar och ekar. Honor lägger ägg.
Beståndet hotas av bränder. Populationens storlek är okänd. IUCN kategoriserar arten globalt som otillräckligt studerad.